# Réseau routier de la Haute-Corse
 (juin 2019).
Cet article présente l'histoire, les caractéristiques et les événements significatifs ayant marqué le réseau routier du département de la Haute-Corse en France.
Au 31 décembre 2010, la longueur totale du réseau routier du département de la Haute-Corse est de 4 467 km, se répartissant en 0 km d'autoroute, 331 km de routes nationales, 2 462 km de routes départementales et 1 674 km de voies communales. Il occupe ainsi le 90e rang au niveau national sur les 96 départements métropolitains quant à sa longueur et le 95e quant à sa densité avec 0,96 km par km2 de territoire.

## Histoire

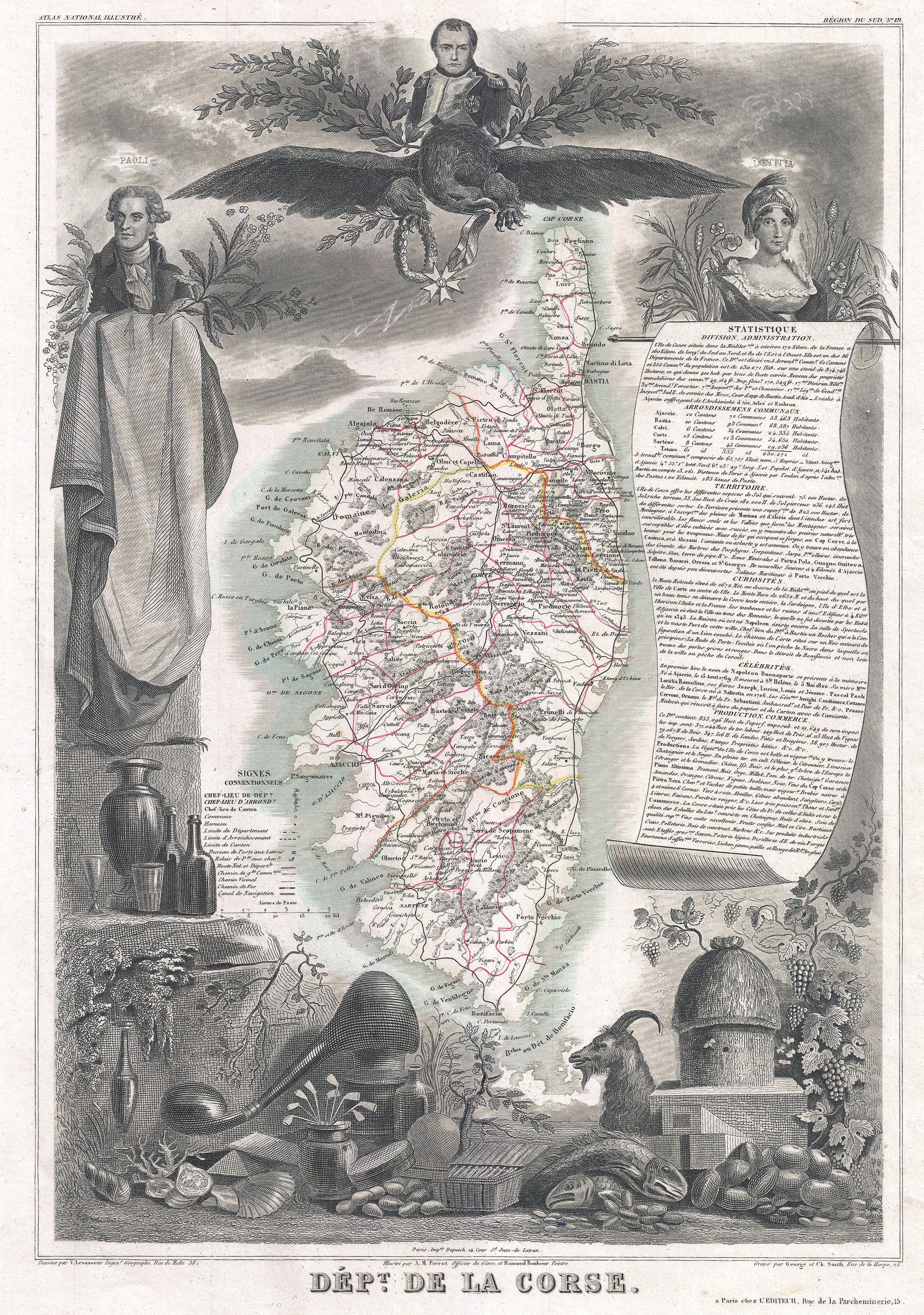
Carte de Levasseur de la Corse

### XVIIIesiècle
De 1750 à 1784, l’ensemble du réseau routier français est pour la première fois cartographié à grande échelle (au 1/86400) par Cassini, à la demande de Louis XV. Cependant la Corse ne fut sous domination française qu'à partir de 1769 ; elle ne fut pas cartographiée par Cassini. On ne dispose donc pas de document officiel répertoriant les routes de Corse au XVIIIe siècle.
Il n’y a donc pas de carte de Cassini de la Haute-Corse

### XIXesiècle
L’Atlas national illustré réalisé par Victor Levasseur est un précieux témoignage du XIXe siècle, les cartes coloriées à la main sont entourées de gravures indiquant statistiques, notes historiques et illustrations caractéristiques des départements. Sur ces cartes sont représentées les routes, voies ferrées et voies d'eau. Par ailleurs, les départements sont divisés en arrondissements, cantons et communes.
À cette époque la Corse était constituée en un département unique.

### XXesiècle
Dans la première moitié du XXe siècle, la Corse, alors département, comptait deux mille kilomètres de routes nationales de deuxième catégorie (numéros compris entre 25 et 300) et de troisième catégorie (numéros supérieurs à 300).

#### Réforme de 1930
Devant l'état très dégradé du réseau routier au lendemain de la Première Guerre mondiale et l'explosion de l'industrie automobile, l'État, constatant l'incapacité des collectivités territoriales pour remettre en état le réseau routier pour répondre aux attentes des usagers, décide d'en prendre en charge une partie. L'article 146 de la loi de finances du 16 avril 1930 prévoit ainsi le classement d'une longueur de l'ordre de quarante mille kilomètres de routes départementales dans le domaine public routier national.
En ce qui concerne le département de la Corse, ce classement devient effectif à la suite du décret du 6 juin 1931.

#### Réforme de 1972
En 1972, un mouvement inverse est décidé par l'État. La loi de finances du 29 décembre 1971 prévoit le transfert dans la voirie départementale de près de cinquante-trois mille kilomètres de routes nationales. Le but poursuivi est :
- d'obtenir une meilleure responsabilité entre l'État et les collectivités locales en fonction de l'intérêt économique des différents réseaux ;
- de permettre à l'État de concentrer ses efforts sur les principales liaisons d'intérêt national ;
- d'accroître les responsabilités des assemblées départementales dans le sens de la décentralisation souhaitée par le gouvernement ;
- d'assurer une meilleure gestion et une meilleure programmation de l'ensemble des voies.

Le transfert s'est opéré par vagues et par l'intermédiaire de plusieurs décrets publiés au Journal Officiel. Après concertation, la très grande majorité des départements a accepté le transfert qui s'est opéré dès 1972. En ce qui concerne le département de la Corse, le transfert est acté avec un arrêté interministériel publié au journal officiel le 31 décembre 1972.
Le département de la Haute-Corse a été formé par division de la Corse le 1er janvier 1976, en application de la loi du 15 mai 1975. Les routes nationales secondaires furent déclassées et incluses dans le réseau départemental. La division de la Corse en deux départements en 1976 ne modifia pas la numérotation de ces routes.
La loi no 01-428 du 13 mai 1991 créant la Collectivité territoriale de Corse transféra à la CTC le patrimoine relatif au réseau routier national sur le territoire de la Corse, ainsi que la compétence en matière de gestion de ce réseau. Depuis cette date, les routes nationales situées en Corse ont conservé leur appellation, et quelques créations de routes nationales ont même eu lieu (route de l'Ostriconi notamment). La deuxième vague de déclassement de 2006 n'a pas concerné la Corse.

## Caractéristiques du réseau
- < 6
- < 8
- < 10

- Pour la France: calculé par l'ONISR, sur la mortalité de la période 2012-2016 et la population INSEE 2016, Site ONISR'"`UNIQ--ref-00000003-QINU`"'
- Pour l'Andorre, source: estimation  OMS sur l'année 2013'"`UNIQ--ref-00000004-QINU`"'
- Pour les régions de Suisse et de l'UE, hors France, source: EUROSTAT (Victimes dans les accidents de la route par région NUTS 2 '"`UNIQ--nowiki-00000005-QINU`"'tran_r_acci'"`UNIQ--nowiki-00000006-QINU`"') pour les années 2012-2016'"`UNIQ--ref-00000007-QINU`"'.

### Consistance du réseau
Le réseau routier de Haute-Corse comprend quatre catégories de voies : les routes nationales appartenant au domaine public routier national et gérées par la collectivité territoriale de Corse, les routes départementales appartenant au domaine public routier départemental et gérées par le Conseil général de la Haute-Corse et les voies communales  et chemins ruraux  appartenant respectivement aux domaines public et privé des communes et gérées par les municipalités. Le linéaire de routes par catégories peut évoluer avec la création de routes nouvelles ou par transferts de domanialité entre catégories par classement ou déclassement, lorsque les fonctionnalités de la route ne correspondent plus à celle attendues d'une route de la catégorie dans laquelle elle est classée. Ces transferts peuvent aussi résulter d'une démarche globale de transfert de compétences d'une collectivité vers une autre.
Au 31 décembre 2010, la longueur totale du réseau routier du département de la Haute-Corse est de 4 467 km, se répartissant en 0 km d'autoroutes, 331 km de routes nationales, 2 462 km de routes départementales et 1 674 km de voies communales.
Il occupe ainsi le 90e rang au niveau national sur les 96 départements métropolitains quant à sa longueur et le 95e quant à sa densité avec 0,6 km par km2 de territoire.
L'évolution du réseau routier entre 2002 et 2010 est donnée dans le tableau ci-après.
| Catégorie de route     | 2002  | 2003  | 2004  | 2005  | 2006  | 2007  | 2008  | 2009  | 2010  |
| ---------------------- | ----- | ----- | ----- | ----- | ----- | ----- | ----- | ----- | ----- |
| Routes nationales      | 331   | 331   | 331   | 331   | 331   | 331   | 331   | 331   | 331   |
| Routes départementales | 2 430 | 2 433 | 2 439 | 2 461 | 2 451 | 2 459 | 2 459 | 2 459 | 2 462 |
| Voies communales       | 1 498 | 1 499 | 1 507 | 1 519 | 1 535 | 1 566 | 1 566 | 1 625 | 1 674 |
| TOTAL                  | 4 259 | 4 263 | 4 277 | 4 311 | 4 317 | 4 356 | 4 356 | 4 415 | 4 467 |

### Routes nationales existantes

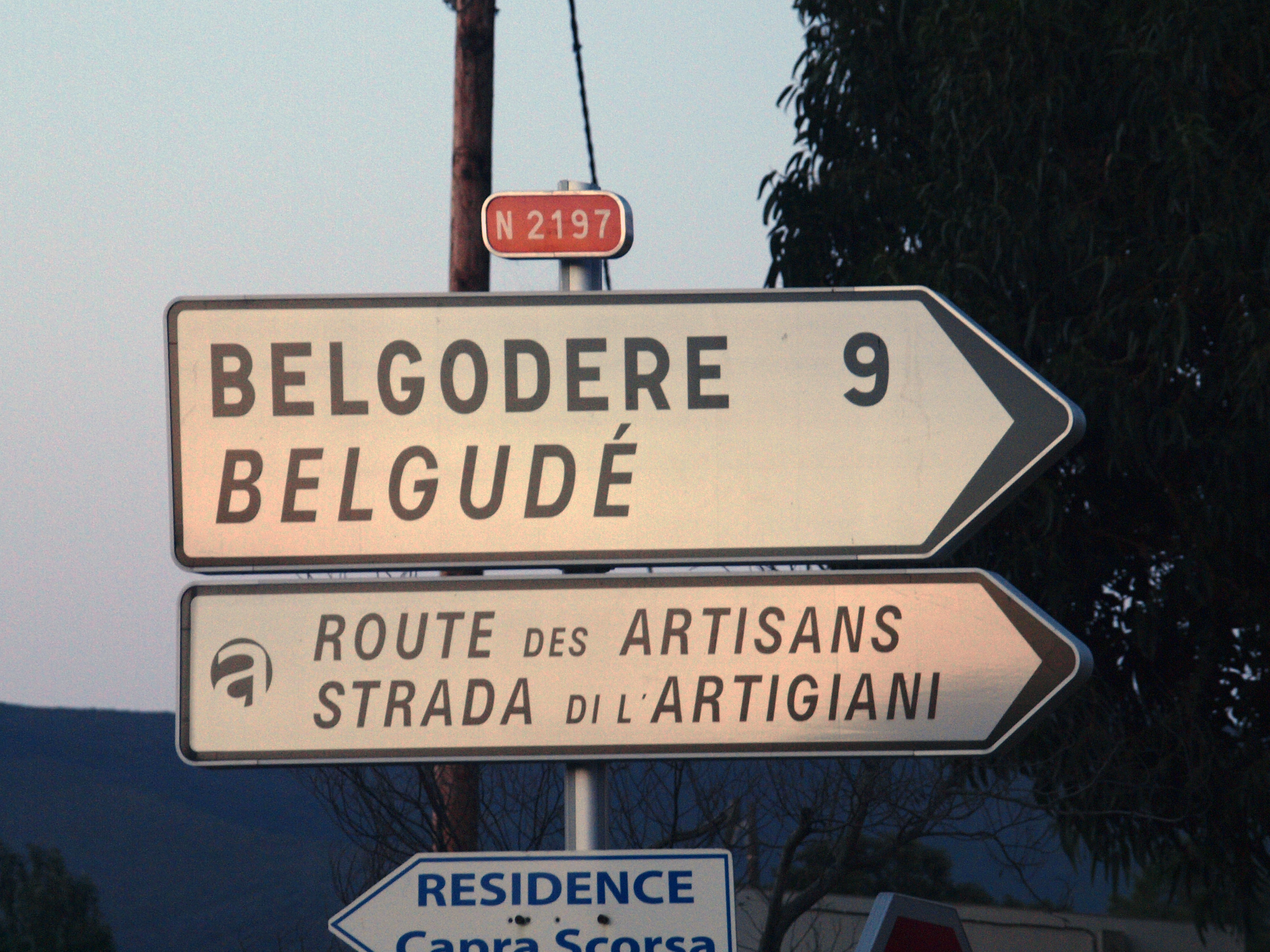
La N 2197 à sa jonction avec la N 197 à Lozari

- RN 193 : Ajaccio - col de Vizzavona - Corte - Bastia
  - RN 2193 : RN 193 (Corte) - RN 193 (Soveria). C'est l'ancienne section de la RN 193 déviée, qui passe par Bistuglio (Tralonca)
- RN 197 : Ponte-Leccia (Morosaglia)- L'Île-Rousse - Calvi
  - La RN 1197 appelée aussi Balanina, était la route de création récente qui reliait la vallée du Lagani Castifao à Lozari (Belgodère), via la vallée de l'Ostriconi. Cette section de route est devenue en 2011 partie intégrante de la RN 197.
  - RN 2197 : c'est l'appellation donnée en 2011 à l'ancienne section de la RN 197 : vallée du Lagani (Castifao) - Lozari (Belgodère), via le col de San Colombano et le village de Belgodère.
- RN 198 : Casamozza (Lucciana) - Sari-Solenzara - Bonifacio
- RN 200 : Corte - Aléria

### Anciennes routes nationales
- RN 194 : (Sartène -) col de Verde - Ghisoni - RN 193 (Col de la Serra, près Vivario) -- aujourd'hui D 69
- RN 195 : Sagone - Vico - Evisa -- aujourd'hui D 70
- RN 197 : section de Prunete (Cervione) à Ponte-Leccia par Piedicroce et Morosaglia, et section de Belgodère à Lumio par Muro --  aujourd'hui D 71
- RN 198 : section de Patrimonio à Bastia par le Cap Corse -- aujourd'hui D 80
- RN 199 : sections Bastia - Saint-Florent - Lozari et Calvi - col de Palmarella (- Ajaccio) -- aujourd'hui D 81 puis D 81b
- RN 842 : Marine de Luri - Luri - Pino -- aujourd'hui D 180
- RN 843 : Biguglia - Oletta - Saint-Florent -- aujourd'hui D 82
- RN 844 : L'Île-Rousse - Calenzana - Calvi -- aujourd'hui D 151
- RN 845 : RN 193 (Barchetta) - La Porta - Piedicroce -- aujourd'hui D 515
- RN 846 : RN 196 (Torra) - Vescovato - Casabianca  -- aujourd'hui D 237
- RN 847 : RN 196 (Folelli) - Piedicroce -- aujourd'hui D 506
- RN 848 : RN 196 (Folelli) - San-Nicolao - Sant'Andréa-di-Cotone -- aujourd'hui D 230 - D 330

## Réalisations ou événements récents
- Aménagements sur la RN 193 :
  - pont de Selolla et pont di Muri (1999) ;
  - pont du Vecchio (1999) ;
  - déviation de Francardo (1998) ;
  - déviation de Corte (1996) ;
  - nouvelle voie Corte - Omessa (2002) ;
  - déviation de Bocognano (2010).
- Construction de la route nouvelle de l’Ostriconi (RN 1197) (1998).
- Rectifications de la RN 200 (ponts de Piedicorte, Fajo, Cursigliese).
- Construction du nouveau pont d'Altiani (2011) pour préserver l'ouvrage génois existant classé Monument historique[11].
- Construction d'une voie nouvelle à 2×2 voies sur dix kilomètres entre Borgo (RN 193) et Vescovato (RN 198) (en cours).

## Sources
- Site de la collectivité territoriale de Corse.
- Carte IGN au 1/100000e no 73.
- Carte routière Michelin no 90 édition 1973, pour les anciennes routes.